# Dystrybucja kontrastywna
Dystrybucja kontrastywna - sposób pojawienia się dwóch dźwięków (głosek) w tym samym kontekście w minimalnej parze wyrazowej. Konsekwencją dystrybucji kontrastywnej jest zmiana znaczeń wyrazów wynikająca z różnicy cech dystynktywnych wskazanych głosek. W jej dokonaniu mogą brać udział jedynie warianty główne fonemów. Przykładowo w języku polskim spółgłoska zwarta zębowa dźwięczna [d] i jej bezdźwięczny wariant [t] występują w dystrybucji kontrastywnej, ponieważ zamiana jednego na drugi w wyrazie zmienia znaczenie wyrazu: [tata] : [data]
Warto zauważyć, że głoski, które w jednym systemie fonologicznym (języku) występują w dystrybucji kontrastywnej, nie zawsze mają taki sam status w innym. Dla przykładu polskie spółgłoski szczelinowe dziąsłowe [z] (dźwięczna) i [s] (bezdźwięczna) występują w dystrybucji kontrastywnej, ponieważ istnieje możliwość wykazania pary minimalnej ([sen] : [zen]). W języku hiszpańskim natomiast głoska [z] jest tylko dźwięcznym alofonem fonemu /s/ i pojawia się tylko w określonych kontekstach fonetycznych, a więc występuje w dystrybucji komplementarnej.